# Old Man & the Gun
Old Man & the Gun (The Old Man & the Gun) è un film del 2018 scritto e diretto da David Lowery.
Il film è basato sulla storia vera di Forrest Tucker, un criminale in carriera e artista delle evasioni. La sceneggiatura è basata sull'omonimo articolo scritto da David Grann, pubblicato nel 2003 sul New Yorker e successivamente incluso nella raccolta di Grann The Devil and Sherlock Holmes. Ha come protagonisti Robert Redford, Casey Affleck, Sissy Spacek, Danny Glover e Tom Waits. È stato l'ultimo lavoro di Robert Redford, dichiarando che si sarebbe ritirato dalle scene.

## Trama
Forrest Tucker è un rapinatore di banche che si potrebbe definire "seriale". A 77 anni e dopo 16 evasioni, anche da carceri come San Quintino, non ha smesso, insieme a due soci, di organizzare dei colpi decisamente originali. Utilizzando il suo fascino e con tutta calma, senza mai utilizzare un'arma, continua a visitare banche e ad uscirne con borse piene di dollari. C'è però un poliziotto che ha deciso di occuparsi di lui.

## Distribuzione
Il film è stato presentato in anteprima al Telluride Film Festival il 31 agosto 2018 e al Toronto International Film Festival il 10 settembre, per poi essere distribuito nelle sale cinematografiche statunitensi da Fox Searchlight Pictures a partire dal 28 settembre 2018.
In Italia il film è stato presentato ad ottobre alla Festa del Cinema di Roma 2018 ed è uscito nelle sale cinematografiche il 20 dicembre 2018, distribuito da BiM Distribuzione.

## Accoglienza

### Incassi
Il film ha incassato 11,3 milioni di dollari negli Stati Uniti e 6,6 milioni di dollari nel resto del mondo; complessivamente ha incassato 17,9 milioni di dollari.

### Critica
Sull'aggregatore Rotten Tomatoes il film riceve il 93% delle recensioni professionali positive con un voto medio di 7,56 su 10 basato su 259 critiche, mentre su Metacritic ottiene un punteggio di 80 su 100 basato su 49 recensioni.

## Riconoscimenti
- 2019 - Golden Globe
  - Candidatura per il miglior attore in un film commedia o musicale a Robert Redford
- 2018 - National Board of Review[13]
  - Migliori dieci film indipendenti